# Pringi, Valgamaa
För andra betydelser, se Pringi.
Pringi (tyska: Brinkenhof) är en by (estniska: küla) i Otepää kommun i landskapet Valgamaa i sydöstra Estland. Byn ligger där Riksväg 69 korsar ån Laatre jõgi.
Före kommunreformen 2017 hörde byn till dåvarande Sangaste kommun.